# Liste der Herrscher Schottlands
Die Liste der Herrscher Schottlands enthält die souveränen Staatsoberhäupter des Königreichs Schottland (Alba) von dessen Einigung im 9. Jahrhundert bis zum Jahr 1707, als es durch den Act of Union im Königreich Großbritannien aufging.
Der König der Skoten von Dalriada (Dál Riata), Kenneth MacAlpin, steht traditionell am Anfang in den Königslisten Schottlands. Durch seine um 843 in Scone erfolgte Krönung zum König der Pikten vereinte er deren Königreich mit dem der gälischen Skoten und begründete somit das Königreich der Schotten (gälisch: Alba). Die Thronfolge unter dem Haus Alpin entsprach der bei den Skoten traditionellen Königswahl (Tanistry), die unter dem Haus Dunkeld durch die Primogenitur abgelöst wurde.
Seit dem späten 11. Jahrhundert standen die schottischen Könige in einem Vasallitätsverhältnis zum südlichen Königreich England. Dies mündete zum Ende des 13. Jahrhunderts in der Beinaheannexion des Landes durch England, die allerdings durch den Sieg der Schotten in der Schlacht von Bannockburn 1314 abgewendet werden konnte. 1603 konnte stattdessen das schottische Königshaus auch den englischen Thron besteigen und damit eine mehr als einhundert Jahre währende Personalunion zwischen beiden Ländern wie auch dem Königreich Irland begründen. Diese wurde schließlich 1707 durch eine Realunion unter dem Namen Königreich Großbritannien abgelöst.

## Liste der Könige von Schottland

### Haus Alpin
| Bild | Name Alt-Gälisch Neu-Gälisch (Lebensdaten)                               | Regierungszeit | Verwandtschaft                         | Anmerkungen |
| ---- | ------------------------------------------------------------------------ | -------------- | -------------------------------------- | --- |
|      | Kenneth I. Cináed mac Alpín Coinneach mac Ailpein (* um 810; † 858)      | 841–859        | Sohn des Königs Alpin II.              | König der Skoten von Dál Riata. Wurde 843 in Scone zum König der vereinten Pikten und Skoten gekrönt und begründete damit das Königreich Alba. |
|      | Donald I. Domnall mac Alpín Dòmhnall mac Ailpein (* 812; † 862)          | 859–862        | Bruder des Vorgängers                  | |
|      | Konstantin I. Causantín mac Cináed Còiseam mac Coinneach (* 836; † 877)  | 862–877        | Sohn von Kenneth I.                    | |
|      | Aedh Weißfuß Áed mac Cináed Aodh mac Coinneach († 878)                   | 877–878        | Bruder des Vorgängers                  | |
|      | Eochaid Eochaid mac Run († nach 889)                                     | 878–889        | Enkel mütterlicherseits von Kenneth I. | König von Strathclyde. Herrschte in Alba mit Giric.                                                                                            |
|      | Giric Giric mac Dúngail Griogair mac Dhunghail († nach 889)              | 878–889        | vielleicht Sohn von Donald I.          | Herrschte mit Eochaid |
|      | Donald II. Domnall mac Causantín Dòmhnall mac Chòiseam († 900)           | 889–900        | Sohn von Konstantin I.                 | |
|      | Konstantin II. Causantín mac Áeda Còiseam mac Aoidh (* um 875; † 952)    | 900–943        | Sohn von Aedh                          | |
|      | Malcolm I. Máel Coluim mac Domnaill Maol Chaluim mac Dhòmhnaill († 954)  | 943–954        | Sohn von Donald II.                    | |
|      | Indulf Ildulb mac Causantín († 962)                                      | 954–962        | Sohn von Konstantin II.                | Eroberte Edinburgh von den Angelsachsen zurück                                                                                                 |
|      | Dubh Dub mac Maíl Choluim Dubh mac Mhaoil Chaluim († 967)                | 962–967        | Sohn von Malcolm I.                    | König von Strathclyde |
|      | Culen Cuilén mac Ilduilb Cailean († 971)                                 | 967–971        | Sohn von Indulf                        | |
|      | Kenneth II. Cináed mac Maíl Choluim Coinneach mac Mhaoil Chaluim († 995) | 971–995        | Sohn von Malcolm I.                    | |
|      | Konstantin III. Causantín mac Cuilén Còiseam mac Chailein († 997)        | 995–997        | Sohn von Culen                         | |
|      | Kenneth III. Cináed mac Duib Coinneach mac Dhuibh († 1005)               | 997–1005       | Sohn von Dubh                          | |
|      | Malcolm II. Máel Coluim mac Cináeda Maol Chaluim mac Choinnich († 1034)  | 1005–1034      | Sohn von Kenneth II.                   | Schaffte das Tanistry-System ab |

### Haus Dunkeld
| Bild | Name Alt-Gälisch Neu-Gälisch (Lebensdaten)                                            | Regierungszeit | Verwandtschaft                                                                    | Anmerkungen |
| ---- | ------------------------------------------------------------------------------------- | -------------- | --------------------------------------------------------------------------------- | --- |
|      | Duncan I. Donnachad mac Crínáin Donnchadh mac Crìonain (* 1001; † 1040)               | 1034–1040      | Enkel mütterlicherseits von Malcolm II.                                           | Sohn des Abtes von Dunkeld. Im Kampf gegen Macbeth getötet. |
|      | Macbeth Mac Bethad mac Findláich MacBheatha mac Fhionnlaigh (* 1005; † 1057)          | 1040–1057      | Enkel mütterlicherseits von Malcolm II.                                           | Sohn von Findláech, Mormaer von Morey. Fiel im Kampf gegen Malcolm, Sohn von Duncan. |
|      | Lulach Lulach mac Gille Comgaín Lughlach mac Gille Chomghain (* um 1029; † 1058)      | 1057–1058      | Urenkel von Kenneth III. und Stiefsohn von Macbeth                                | Sohn von Gilla Coemgáin, Mormaer von Moray. Fiel im Kampf gegen Malcolm. |
|      | Malcolm III. Canmore Máel Coluim mac Donnchada Maol Chaluim mac Dhonnchaidh († 1093)  | 1058–1093      | Sohn von Duncan I.                                                                | Erkämpfte von England aus den Thron der Schotten. Wandte sich ab 1066 gegen die normannischen Invasoren auf Britannien, wurde dennoch mehrmals zur Unterwerfung gezwungen.                                                                                         |
|      | Donald III. Domnall mac Donnchada Dòmhnall mac Dhonnchaidh (* 1033; † 1099)           | 1093–1094      | Bruder des Vorgängers                                                             | |
|      | Duncan II. Donnchad mac Maìl Choluim Donnchadh mac Mhaoil Chaluim (* 1060; † 1094)    | 1094           | Sohn von Malcolm III.                                                             | Revoltierte mit englischer Hilfe gegen seinen Onkel und übernahm kurzzeitig die Macht. Wurde im Kampf gegen den Onkel getötet. |
|      | Donald III. Domnall mac Donnchada Dòmhnall mac Dhonnchaidh (* 1033; † 1099)           | 1094–1097      |                                                                                   | |
|      | Edgar Étgar mac Maìl Choluim Eagar mac Mhaoil Chaluim (* 1074; † 1107)                | 1097–1107      | Sohn von Malcolm III.                                                             | |
|      | Alexander I. Alaxandair mac Maìl Choluim Alasdair mac Mhaoil Chaluim (* 1078; † 1124) | 1107–1124      | Bruder des Vorgängers                                                             | |
|      | David I. Dabíd mac Maìl Choluim Dàibhidh mac Mhaoil Chaluim (* 1080; † 1153)          | 1124–1153      | Bruder des Vorgängers                                                             | Unterstützte im englischen Bürgerkrieg (the Anarchy) die Seite von Matilda gegen Stephan und unterlag 1138 vernichtend in der Standartenschlacht. Förderte die Ansiedelung von Anglonormannen und Bretonen in den Lowlands (u. a. die Familien Bruce und Steward). |
|      | Malcolm IV. Máel Coluim mac Eanric Maol Chaluim mac Eanraig (* 1142; † 1165)          | 1153–1165      | Enkel des Vorgängers                                                              | |
|      | Wilhelm I. der Löwe Uilliam mac Eanric Uilleam mac Eanraig (* 1143; † 1214)           | 1165–1214      | Bruder des Vorgängers                                                             | |
|      | Alexander II. Alaxandair mac Uilliam Alasdair mac Uilleim (* 1198; † 1249)            | 1214–1249      | Sohn des Vorgängers                                                               | |
|      | Alexander III. Alaxandair mac Alaxandair Alasdair mac Alasdair (* 1241; † 1286)       | 1249–1286      | Sohn des Vorgängers                                                               | |
|      | Margarete Maighread (* 1283; † 1290)                                                  | 1286–1290      | Enkelin des Vorgängers (mütterlicherseits), Tochter König Eriks II. von Norwegen. | Die „Maid of Norway“ starb während ihrer Überfahrt von Norwegen nach Schottland. |

### Interregnum und Unabhängigkeitskampf
Durch das Aussterben des Hauses Dunkeld trat eine Vakanz in der Nachfolge auf den schottischen Thron ein, da mehrere Prätendenten einen Anspruch auf die Krone erhoben. Der als Schiedsrichter angerufene König Eduard I. von England entschied sich 1292 dem Prinzip der Primogenitur folgend für den Prätendenten des Hauses Balliol als den ältesten Verwandten des alten Königshauses.
| Bild | Name Alt-Gälisch Neu-Gälisch (Lebensdaten) | Regierungszeit | Verwandtschaft             | Anmerkungen                                                           |
| ---- | ------------------------------------------ | -------------- | -------------------------- | --------------------------------------------------------------------- |
|      | John Balliol († 1313)                      | 1292–1296      | Ur-Ur-Urenkel von David I. | Begründete mit Frankreich die gegen England gerichtete Auld Alliance. |

Nachdem sich König John nicht als der zuverlässige Vasall für König Eduard I. erwiesen hatte, verfügte dieser die Absetzung des Königs von Schottland. Nach dem Sieg der Engländer in der Schlacht bei Dunbar ergab sich John und dankte ab. Schottland wurde darauf der direkten englischen Verwaltung unterstellt, was den Unabhängigkeitskampf der Schotten provozierte.

### Haus Bruce
| Bild | Name Alt-Gälisch Neu-Gälisch (Lebensdaten)                           | Regierungszeit | Verwandtschaft                | Anmerkungen |
| ---- | -------------------------------------------------------------------- | -------------- | ----------------------------- | --- |
|      | Robert I. the Bruce Roibert a Briuis Raibeart Bruis (* 1274; † 1329) | 1306–1329      | Ur-Ur-Ur-Urenkel von David I. | Wurde 1306 zum König gekrönt. Siegte 1314 über die Engländer in der Schlacht von Bannockburn und entschied somit den Unabhängigkeitskrieg. |
|      | David II. Daibhidh a Briuis Dàibhidh Bruis (* 1324; † 1371)          | 1329–1333      | Sohn des Vorgängers           | Gegen ihn krönte sich 1332 Eduard Balliol zum Gegenkönig. Musste nach der Niederlage bei Halidon Hill (1333) nach Frankreich fliehen. |
|      | Eduard I. Balliol Edward Balliol Edward I. Balliol (* 1283; † 1367)  | 1332–1336      | Sohn von Johann Balliol       | Konnte mit englischer Unterstützung nach der Schlacht von Halidon Hill 1333 den schottischen Thron besteigen. Wurde 1338 vertrieben, doch er kämpfte noch einige Jahre von England aus um den Thron, bis er auf diesen 1356 endgültig verzichtete.                   |
|      | David II. Daibhidh a Briuis Dàibhidh Bruis (* 1324; † 1371)          | 1336–1371      |                               | Kehrte 1341 aus seinem Exil zurück und wurde erneut als legitimer König anerkannt. Unterstützte Frankreich im Hundertjährigen Krieg gegen England. Fiel nach der Niederlage von Neville’s Cross (1346) in englische Gefangenschaft, aus der er 1357 entlassen wurde. |

### Haus Stewart / Stuart
| Bild                                                        | Name Alt-Gälisch Neu-Gälisch (Lebensdaten) | Regierungszeit                                         | Verwandtschaft | Anmerkungen |
| ----------------------------------------------------------- | ------------------------------------------ | ------------------------------------------------------ | --- | --- |
|                                                             | Robert II. Robert Stewart (* 1316; † 1390) | 1371–1390                                              | Enkel mütterlicherseits von Robert I. | |
|                                                             | Robert III. (* 1337; † 1406)               | 1390–1406                                              | Sohn des Vorgängers | |
|                                                             | Jakob I. (* 1394; † 1437)                  | 1406–1437                                              | Sohn des Vorgängers | Erneuerte die Auld Alliance mit Frankreich. Wurde von Verwandten ermordet. |
|                                                             | Jakob II. (* 1430; † 1460)                 | 1437–1460                                              | Sohn des Vorgängers | Ein Belagerungsgeschütz in seiner Nähe explodierte und er wurde tötet. |
|                                                             | Jakob III. (* 1451; † 1488)                | 1460–1488                                              | Sohn des Vorgängers | Wurde von Rebellen ermordet. |
|                                                             | Jakob IV. (* 1473; † 1513)                 | 1488–1513                                              | Sohn des Vorgängers | Fiel in der Schlacht von Flodden Field gegen England. |
|                                                             | Jakob V. (* 1512; † 1542)                  | 1513–1542                                              | Sohn des Vorgängers | |
|                                                             | Maria I. Mary Stuart (* 1542; † 1587)      | 1542–1567                                              | Tochter des Vorgängers | Verwitwete Königin von Frankreich. Wurde zu Gunsten ihres Sohnes zur Abdankung gezwungen. Floh nach England, wo sie arretiert wurde. Nach ihrer Beteiligung an einer Verschwörung gegen Königin Elisabeth I. hingerichtet. |
| Heinrich Stuart Henry Stuart, Lord Darnley (* 1545; † 1567) | 1565–1567                                  | Ehemann von Maria und auch väterlicherseits ein Stuart | Nach seiner Hochzeit zum König der Schotten proklamiert, aber nicht gekrönt. Durch eine politische Intrige unter ungeklärten Umständen ermordet. | |
|                                                             | Jakob VI. (* 1566; † 1625)                 | 1567–1625                                              | Sohn der Vorgängerin | Nach der Absetzung seiner Mutter zum König gekrönt. Als Erbe der Tudor bestieg er als Jakob I. 1603 auch den englischen Thron und begründete damit die englisch-schottische Personalunion. Unter seiner Herrschaft wurde die erste englische Siedlung in Nordamerika gegründet (Jamestown). Stand im Konflikt mit dem Parlament. |
|                                                             | Karl I. (* 1600; † 1649)                   | 1625–1649                                              | Sohn des Vorgängers | Auch König von England. Regierte elf Jahre ohne das Parlament. Der Konflikt mit dem von Puritanern dominierten Unterhaus führte zum Bürgerkrieg. Seine Anhänger wurden von dem Parlamentsheer unter Oliver Cromwell geschlagen, er selbst wegen Hochverrats verurteilt und enthauptet. Danach wurde England Republik.            |
|                                                             | Karl II. (* 1630; † 1685)                  | 1649–1651                                              | Sohn des Vorgängers | Wurde 1651 zum König von Schottland gekrönt, musste aber nach der Niederlage von Worcester gegen Oliver Cromwell nach Frankreich fliehen. |

### Schottland imCommonwealth of England
| Bild | Name Alt-Gälisch Neu-Gälisch (Lebensdaten) | Regierungszeit | Verwandtschaft      | Anmerkungen |
| ---- | ------------------------------------------ | -------------- | ------------------- | --- |
|      | Oliver Cromwell (* 1599; † 1658)           | 1651–1658      |                     | Als Lordprotektor de facto Herrscher des republikanischen England. Unterwarf Schottland und Irland der englischen Herrschaft und ging aus dem ersten anglo-niederländischen Krieg siegreich hervor. |
|      | Richard Cromwell (* 1626; † 1712)          | 1658–1659      | Sohn des Vorgängers | Gab das Amt des Lordprotektors auf. Die darauffolgende Anarchie ermöglichte die Restauration des Stuartkönigtums.                                                                                   |

### Haus Stuart
| Bild      | Name Alt-Gälisch Neu-Gälisch (Lebensdaten)                                                            | Regierungszeit      | Verwandtschaft                            | Anmerkungen |
| --------- | --- | ------------------- | ----------------------------------------- | --- |
|           | Karl II. (* 1630; † 1685)                                                                             | 1660–1685           |                                           | Die auf den Amtsverzicht Richard Cromwells folgende Anarchie wurde 1660 durch die Restauration von Parlament und Monarchie beendet. Der Konflikt zwischen König und Parlament schwelte in Karls Regierungszeit weiter. War im zweiten anglo-niederländischen Krieg unterlegen, konnte aber die Kolonie Nieuw Amsterdam (später New York) gewinnen. |
|           | Jakob VII. (* 1633; † 1701)                                                                           | 1685–1688           | Bruder des Vorgängers                     | Als Jakob II. auch König von England. Sein katholisches Bekenntnis und sein absolutistischer Herrschaftsstil führten schließlich zu seiner Absetzung in der Glorious Revolution. |
|           | Wilhelm II. Wilhelm von Oranien (* 14. November 1650; † 19. März 1702) und Maria II. (* 1662; † 1694) | 1689–1702           | Neffe und Schwiegersohn seines Vorgängers | Durch die Glorious Revolution gemeinsam auf den Thron Schottlands, Englands und Irlands gehoben erkannten sie die in England üblichen Freiheiten in der Bill of Rights an, womit der Staat eine konstitutionelle Form annahm. Wilhelm behauptete sich gegen jakobitische Aufstände in Schottland und Irland (Schlacht am Boyne, 1690). Nach dem Tod Marias regierte er allein weiter. Im Act of Settlement 1701 wurden Katholiken aus der Thronfolge ausgeschlossen. Bildete mit Habsburg die Große Allianz gegen Frankreich. |
| 1689–1694 | Wilhelm II. Wilhelm von Oranien (* 14. November 1650; † 19. März 1702) und Maria II. (* 1662; † 1694) | Tochter Jakobs VII. |                                           | Durch die Glorious Revolution gemeinsam auf den Thron Schottlands, Englands und Irlands gehoben erkannten sie die in England üblichen Freiheiten in der Bill of Rights an, womit der Staat eine konstitutionelle Form annahm. Wilhelm behauptete sich gegen jakobitische Aufstände in Schottland und Irland (Schlacht am Boyne, 1690). Nach dem Tod Marias regierte er allein weiter. Im Act of Settlement 1701 wurden Katholiken aus der Thronfolge ausgeschlossen. Bildete mit Habsburg die Große Allianz gegen Frankreich. |
|           | Anne (* 1665; † 1714)                                                                                 | 1702–1707           | Tochter Jakobs VII.                       | Letzte Stuartkönigin. Unter ihrer Regentschaft stand England im spanischen Erbfolgekrieg gegen Frankreich. Wurde 1707 die erste Königin von Großbritannien. |

| Durch den Act of Union wurde am 1. Mai 1707 die seit einem Jahrhundert bestehende Personalunion zwischen Schottland und England aufgelöst und durch eine Realunion ersetzt. Damit wurde das Königreich Großbritannien, zu dem Schottland seitdem gehört, begründet, welches weiterhin mit Irland in Personalunion vereint blieb. |